# Jim Trueman

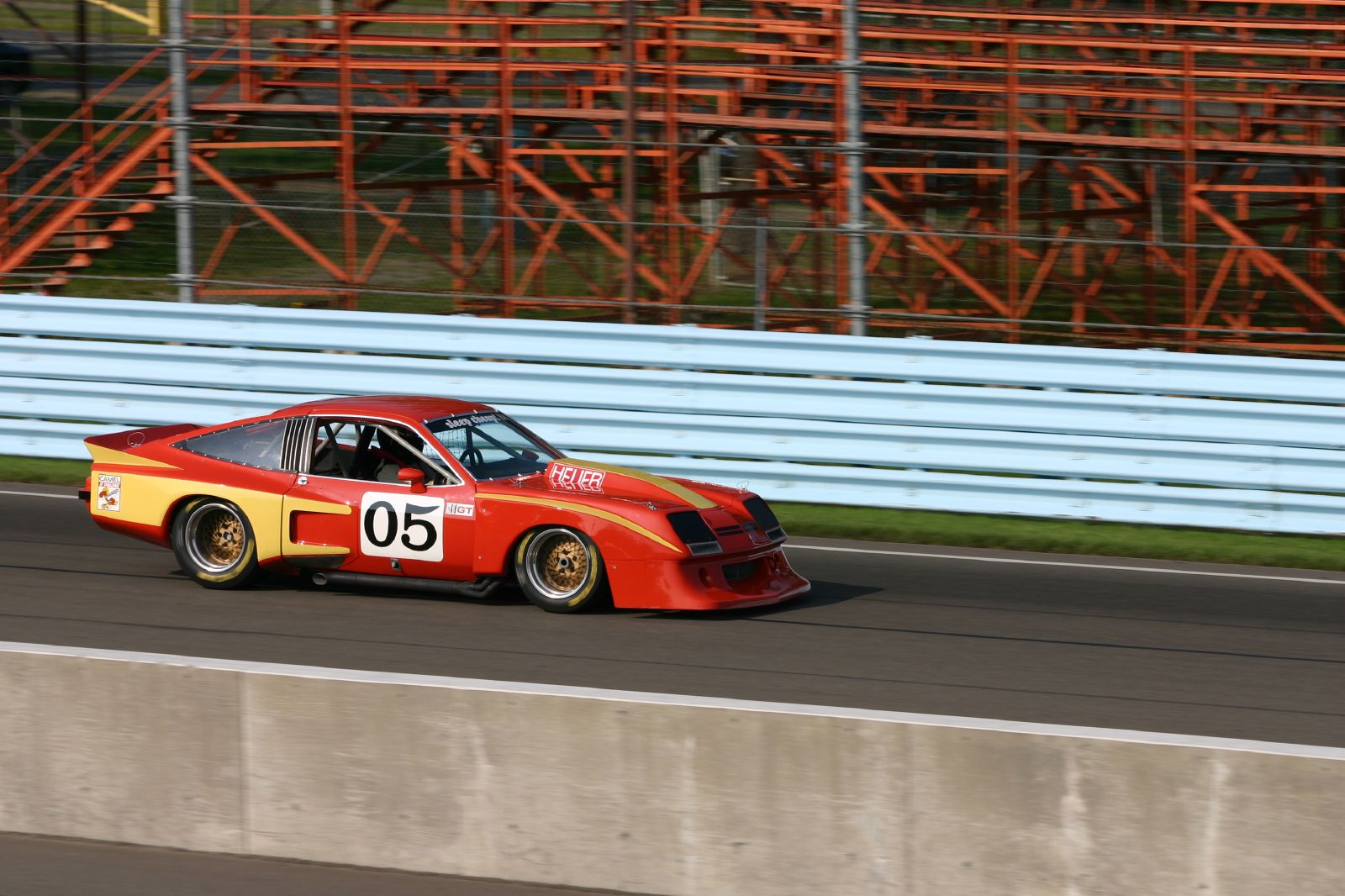
Der Chevrolet Monza mit dem Jim Trueman beim 12-Stunden-Rennen von Sebring 1976 am Start war

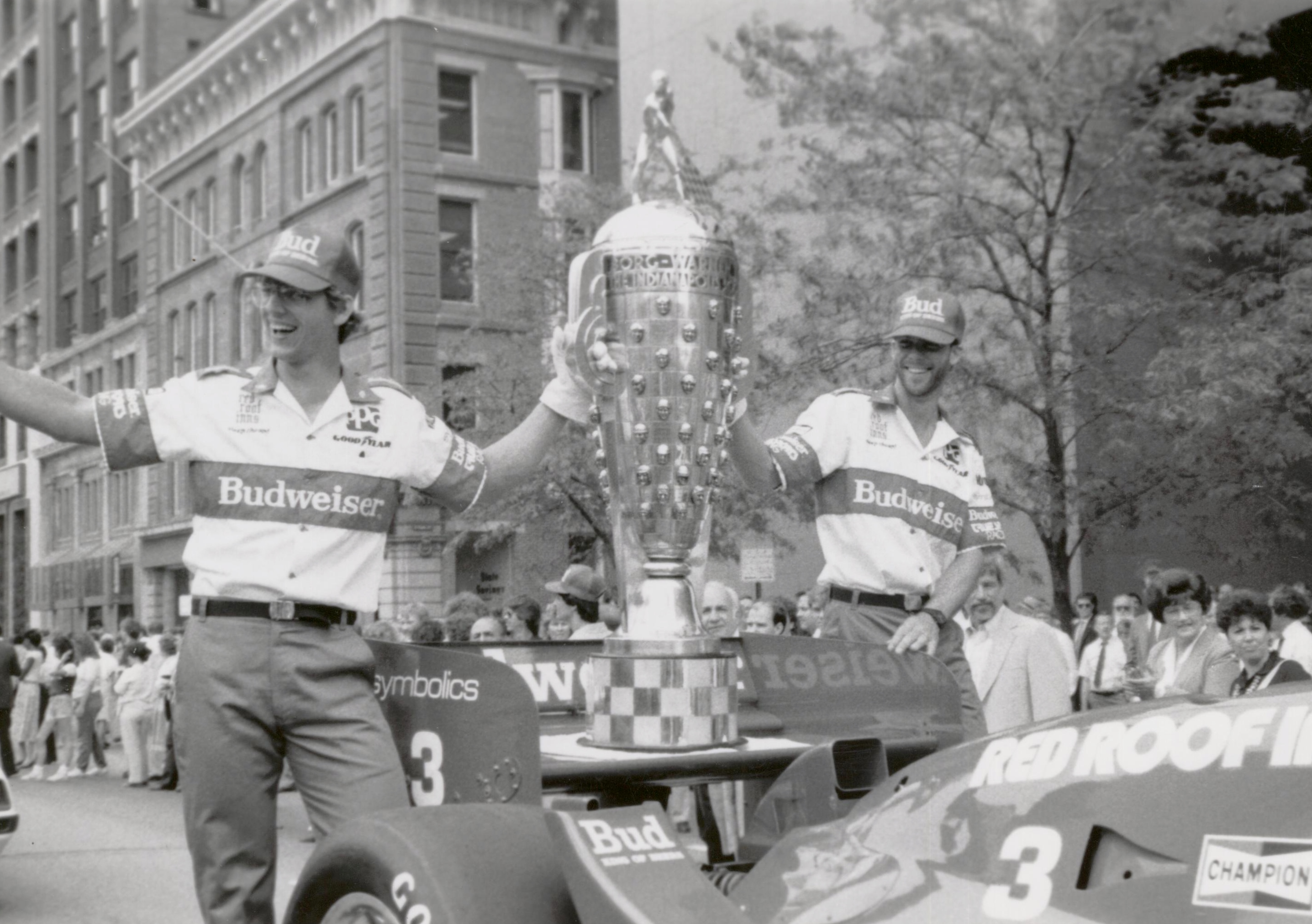
Truesports-Teammitgieder mit der Borg Warner Trophy für den Sieger beim Indianapolis 500 am 5. Juni 1986 bei der Siegesparade in Columbus

James Richard „Jim“ Trueman (* 25. Mai 1935 in Cleveland; † 11. Juni 1986 in Franklin) war ein US-amerikanischer Unternehmer, Rennstallbesitzer und Autorennfahrer.

## Ausbildung und Familie
Jim Trueman studierte Betriebswirtschaftslehre an der Ohio State University und gehörte der Studentenverbindung Sigma Chi an. Jim Trueman war verheiratet und Vater dreier Kinder. Sein Schwiegersohn Tim Cindric ist Präsident von Penske Racing. Dessen Sohn ist der Rennfahrer Austin Cindric.

## Der Unternehmer
Jim Trueman führte zu Beginn der 1970er-Jahre in Columbus ein Restaurant, das Deutsche Küche anbot. 1972 stieg er ins Beherbergungsgewerbe ein und eröffnete sein erstes Motel. Aus dem Einzelbetrieb entwickelte sich Red Roof Inn, eine landesweite Motelkette. 1981 erwarb er den Mid-Ohio Sports Car Course, den er umfassend sanieren ließ. Nach seinem Tod 1986 blieb die Rennstrecke im Familienbesitz.

## Karriere als Rennfahrer und Rennstallbesitzer
Die Fahrerkarriere von Jim Trueman war eng mit seiner Tätigkeit als Teambesitzer verbunden. Truman hatte bereits in den 1960er-Jahren einige Rennen als Hobby-Rennfahrer bestritten. 1976 begann er, ausgestattet mit einem beträchtlichen beruflichen und privaten Vermögen, den Rennsport professionell zu betreiben. Unterstützt von Bobby Rahal gründete er mit Truesports ein eigenes Rennteam und startete mit einem Chevrolet Monza in der IMSA-GT-Meisterschaft.
Während das Rennteam ab den 1980er-Jahren Fahrzeuge in Monopostoserien meldete, fuhr Trueman selbst ausschließlich Sportwagenrennen. Um keine Bevorzugung als Fahrer im eigenen Team aufkommen zu lassen, startete er auch für Konkurrenz-Mannschaften. Die erfolgreichste Saison seiner Fahrerkarriere, die bis zum 24-Stunden-Rennen von Daytona dauerte, hatte er 1983, als er nach fünf Saisonsiegen im March 83G von Al Holbert Gesamtdritter in der IMSA-GTP-Serie dieses Jahres wurde. Mehrmals startete er beim 24-Stunden-Rennen von Daytona und dem 12-Stunden-Rennen von Sebring, wo ihm 1982 mit dem zweiten Gesamtrang eine Podiumsplatzierung gelang. In Daytona blieb ihm eine gute Platzierung im Schlussklassement versagt. Sein einziger Start beim 24-Stunden-Rennen von Le Mans endete 1982 mit einem Ausfall.
Das große Ziel als Teamchef, den Sieg beim 500-Meilen von Indianapolis, erreichte er 1986. Im Herbst 1985 wurde bei Jim Trueman eine Krebserkrankung diagnostiziert, die er lange vor der Öffentlichkeit geheim hielt. Trotz der schweren Erkrankung befand er sich während der gesamten Vorbereitung zur Indianapolis-Veranstaltung 1986 an der Rennstrecke. Der Renntag war der 25. Mai, sein 51. Geburtstag. Am Einsatzwagen von Bobby Rahal, einem March 86C, stand Happy Birthday JRT. Starke Regenfälle verhinderten einen Rennstart, der um eine Woche verschoben werden musste. Nach mehrmaligen Führungswechseln überholte Bobby Rahal zwei Runden vor Schluss nach einem Restart zum letzten Mal Kevin Cogan und fuhr zum Sieg. Nach der Zieldurchfahrt sagte Jim Trueman zum ABC-Sportreporter Jack Arute: „Jetzt kann ich gehen.“ Wegen seiner Erkrankung konnte er am 5. Juni an der Siegesparade in Colombus nicht mehr teilnehmen. Fünf Tage später starb er.

## Statistik

### Le-Mans-Ergebnisse
| Jahr | Team                   | Fahrzeug  | Teamkollege         | Teamkollege | Platzierung | Ausfallgrund       |
| ---- | ---------------------- | --------- | ------------------- | ----------- | ----------- | ------------------ |
| 1982 | Garretson Developments | March 82G | Skeeter McKitterick | Bobby Rahal | Ausfall     | Leck im Benzintank |

### Sebring-Ergebnisse
| Jahr | Team                      | Fahrzeug            | Teamkollege    | Teamkollege         | Platzierung | Ausfallgrund |
| ---- | ------------------------- | ------------------- | -------------- | ------------------- | ----------- | ------------ |
| 1976 | Red Roof Inns Jim Trueman | Chevrolet Monza     | Bobby Rahal    |                     | Ausfall     | Aufhängung   |
| 1977 | Red Roof Inns Inc.        | Chevrolet Monza     | Don Yenko      | Jerry Thompson      | Ausfall     | Defekt       |
| 1978 | Red Roof Inns             | Porsche 914         | Steve Southard |                     | Ausfall     | Mechanik     |
| 1979 | Barrick Motor Racing      | Porsche 911         | John Higgins   | Chip Mead           | Rang 12     |              |
| 1982 | Garretson Development     | March 82G           | Bobby Rahal    | Mauricio de Narváez | Rang 2      |              |
| 1984 | El Salvador Racing        | Porsche 924 Carrera | Alfredo Mena   | Deborah Gregg       | Ausfall     | Motorschaden |
| 1985 | Dave Heinz Imports        | Chevrolet Corvette  | Dave Heinz     | Jerry Thompson      | Ausfall     | Defekt       |

### Einzelergebnisse in der Sportwagen-Weltmeisterschaft
| Saison | Team                  | Rennwagen       | 1   | 2   | 3   | 4   | 5   | 6   | 7   | 8   | 9   | 10  | 11  | 12  | 13  | 14  | 15  | 16  | 17  |
| ------ | --------------------- | --------------- | --- | --- | --- | --- | --- | --- | --- | --- | --- | --- | --- | --- | --- | --- | --- | --- | --- |
| 1977   | Red Roof              | Chevrolet Monza | DAY | MUG | DIJ | MON | SIL | NÜR | VAL | PER | WAT | EST | LEC | MOS | IMO | SAL | BRH | HOK | VAL |
| 1977   | Red Roof              | Chevrolet Monza | 29  |     |     |     |     |     |     |     |     |     |     |     |     |     |     |     |     |
| 1978   | Red Roof              | Porsche 914     | DAY | SEB | MUG | TAL | DIJ | SIL | NÜR | LEM | MIS | DAY | WAT | VAL | ROD |     |     |     |     |
| 1978   | Red Roof              | Porsche 914     | DNF |     |     |     |     |     |     |     |     |     |     |     |     |     |     |     |     |
| 1979   | Barrick Motor         | Porsche 911     | DAY | SEB | MUG | TAL | DIJ | RIV | SIL | NÜR | LEM | PER | DAY | WAT | SPA | BRH | ROA | VAL | ELS |
| 1979   | Barrick Motor         | Porsche 911     | 12  |     |     |     |     |     |     |     |     |     |     |     |     |     |     |     |     |
| 1982   | Garretson Development | March 82G       | MON | SIL | NÜR | LEM | SPA | MUG | FUJ | BRH |     |     |     |     |     |     |     |     |     |
| 1982   | Garretson Development | March 82G       | DNF |     |     |     |     |     |     |     |     |     |     |     |     |     |     |     |     |